# Ctenospondylus
Ctenospondylus és un gènere de pelicosaure extint de la família dels esfenacodòntids que visqué al Permià. Se n'han trobat restes fòssils als Estats Units.

## Taxonomia
- C. casei
- C. ninevehensis